# Marianne Williamson
Marianne Deborah Williamson (ur. 8 lipca 1952 w Houston) – amerykańska nauczycielka duchowa, działaczka charytatywna i autorka książek o samopomocy, założycielka fundacji charytatywnych Project Angel Food i Peace Alliance.

## Życiorys

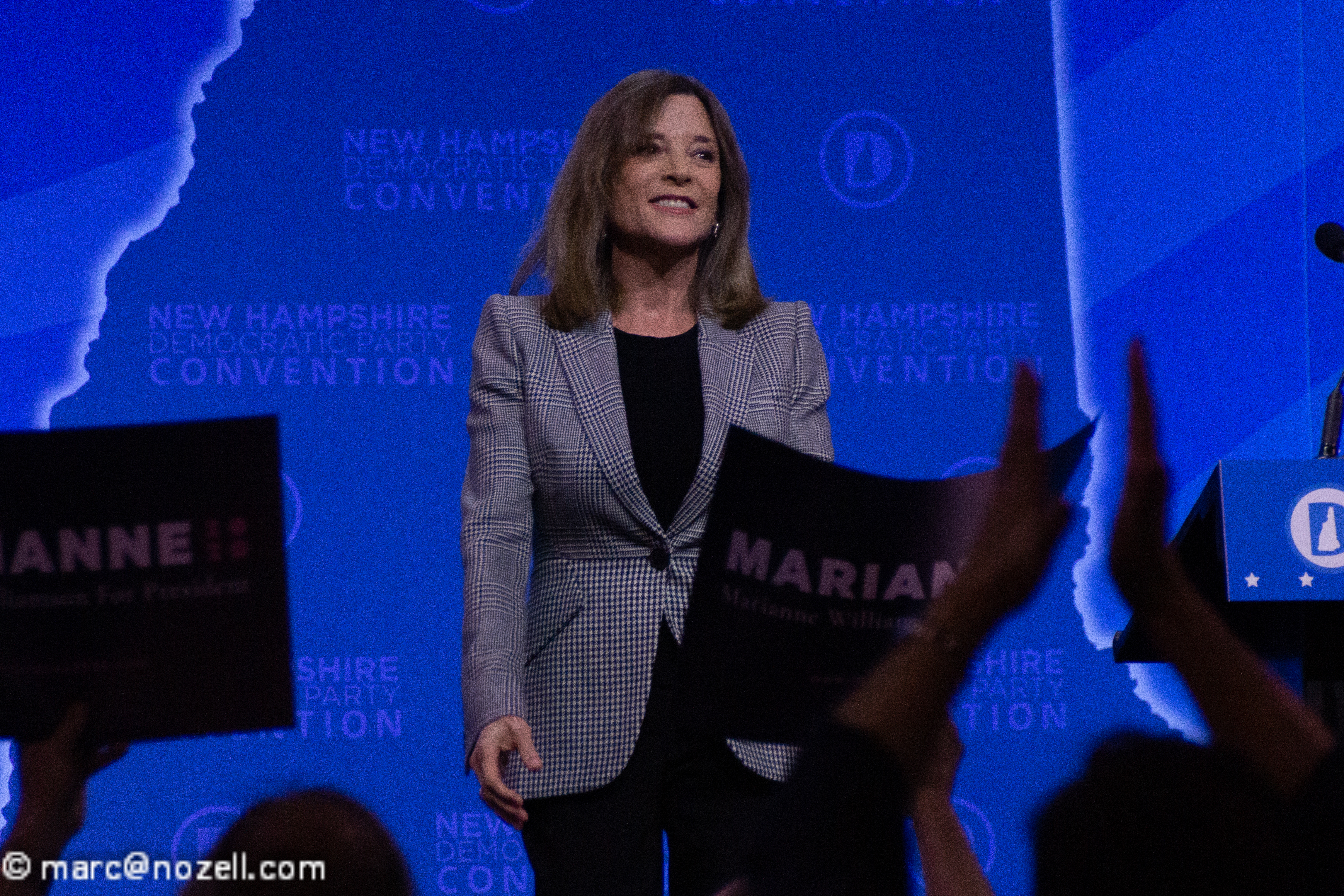
Marienne WIlliamson na konwencji Partii Demokratycznej w New Hampshire we wrześniu 2019 roku

Marianne Deborah Williamson urodziła się 8 lipca 1952 w Houston w stanie Teksas. Jej ojciec pracował jako prawnik w sądzie imigracyjnym, a matka opiekowała się rodzinnym domem. Wychowywała się razem z bratem Peterem i siostrą Jane. Wszyscy jej dziadkowie pochodzili z Europy Wschodniej.
Uczęszczała do szkół publicznych w Houston. Od 1970 do 1972 studiowała wiedzę o teatrze i filozofię na Pomona College w Claremont w Kalifornii. Zrezygnowała z dalszych studiów w 1973.
Przed trzydziestym rokiem życia zainteresowała się filozofią książki Kurs cudów autorstwa Helen Schucman, poświęconej odnajdywaniu wewnętrznego spokoju. Williamson postanowiła promować filozofię zawartą w książce we własnych pismach i występując publicznie.
W 1989 założyła organizację non-profit Project Angel Food, która zajmowała się bezpłatnym przyrządzaniem i dostarczaniem pełnowartościowych posiłków dla rodzin dotkniętych chorobami zagrażającymi życiu w Los Angeles.
W 1992 napisała swoją pierwszą książkę, Powrót do Miłości, poświęconą samopomocy i rozwojowi duchowemu. Książka zyskała szerszy rozgłos dzięki występowi Williamson w programie The Oprah Winfrey Show i znalazła się na pierwszym miejscu listy bestsellerów The New York Timesa. 
W 2004 założyła organizację non-profit Peace Alliance, która ma na celu wzmacniać działania obywatelskie na rzecz kultury pokoju.
Wielokrotnie występowała w programie poświęconym samopomocy duchowej Super Soul Sunday Opry Winfrey, który swoją premierę miał w 2011 roku.
W 2014 Williamson jako kandydatka niezależna ubiegała się o miejsce w Izbie Reprezentantów z 33. okręgu wyborczego w Kalifornii. Zebrała 2 miliony dolarów amerykańskich na kampanię i była publicznie popierana przez takich celebrytów jak Nichole Richie, Deepak Chopra, Kim Kardashian i Eva Longoria. Alanis Morissette dodatkowo napisała dla niej piosenkę wyborczą. W wyborach Williamson zajęła czwarte miejsce, zdobywając 13,19% głosów.
28 stycznia 2019 roku wygłosiła przemowę w Los Angeles, w której oficjalnie ogłosiła rozpoczęcie kampanii wyborczej w ramach prawyborów prezydenckich Partii Demokratycznej w 2020. Nie osiągnąwszy zadowalających wyników w sondażach zawiesiła swoją kampanię 10 stycznia 2020 roku.
14 marca 2023 roku ogłosiła rozpoczęcie kampanii w ramach prawyborów prezydenckich Partii Demokratycznej w 2024 roku, rzucając tym samym wyzwanie ubiegającemu się o reelekcję z ramienia Partii Demokratycznej prezydentowi Joemu Bidenowi.

## Życie prywatne
Przez krótki czas była mężatką. Utrzymywała tożsamość swojego męża w tajemnicy przed opinią publiczną. Z ich związku w 1990 zrodziła się córka India Emmaline Williamson.

## Twórczość literacka
- Powrót do Miłości (1992)[11]

- Illuminata: Thoughts, Prayers, Rites of Passage (1993)[12]
- Wartość kobiety (1993)[13]
- Emma and Mommy Talk to God (1996)[14]
- Marianne Williamson On Transforming Your Life (1996)[15]
- The Rebirth of America (1996)[16]
- Healing the Soul of America: Reclaiming Our Voices as Spiritual Citizens (1997)[17]
- Anger/Moving Out of Pain (1998)[18]
- Enchanted Love: The Mystical Power of Intimate Relationships (1999)[19]
- God and Money/Effortless Accomplishments (1999)[20]
- Christmas Prayers (2000)[21]
- Everyday Grace: Having Hope, Finding Forgiveness and Making Miracles (2002)[22]
- Miracle Cards (2002)[23]
- Dar przemiany. Duchowy przewodnik po doskonałym życiu (2004)[24]
- The Age of Miracles: Embracing the New Midlife (2007)[25]
- Kurs odchudzania. 21 duchowych lekcji, jak utrzymać idealną wagę na zawsze (2010)[26]
- Rok cudów. Codzienne modlitwy i refleksje (2011)[27]
- The Law of Divine Compensation: On Work, Money and Miracles (2012)[28]
- Efekt cienia. Podwójna natura źródłem Twojej siły (2012)[29]
- Tears to Triumph: The Spiritual Journey from Suffering to Enlightenment (2016)[30]
- A Politics of Love: A Handbook for a New American Revolution (2019)[31]